# 和田邨
和田邨（英語：Wo Tin Estate）是香港房屋委員會轄下公共屋邨，位於屯門區西北部第54區興貴街35號，鄰近菁田邨、寶田邨、欣田邨，由房屋署總建築師（1）負責總體設計，並由王歐陽（香港）有限公司負責細部設計，安保工程承建。

## 歷史
和田邨現址所在的屯門第54區，前身為小坑村、寶塘下的農田及村舍。
直至1990年代末，政府決定開發該區域，以提供更多房屋供應，並就此進行環境影響評估。按照當時的藍圖，和田邨位置將興建2座校舍，並提供一幅私人住宅用地。
雖然有關環境許可證已於2001年批出，而其中一座校舍（位於和麗樓現址）亦曾於2002年增補校舍分配工作推出，供小學申請轉全日制之用。然而由於孫九招的緣故，54區的基建工程一直擱置，而上述校舍的興建計劃亦告取消。直至2011年，屯門54區的基建工程才分批動工。
在2015年，此邨連同鄰近的菁田邨用地正式開始平整工程，並於2017年交付房委會興建公屋。因應政府增加房屋供應的政策，和田邨連同菁田邨的地積比獲准提升，當中此邨可建單位數目亦相應增加至約4,300伙。
2022年初，香港爆發2019冠狀病毒病第五波疫情，政府曾計劃徵用本邨及菁田邨部分大廈作檢疫隔離設施。然而，由於疫情於稍後時間緩和，最終兩邨均沒有被徵用。
按照最新的建屋計劃，和田邨預計將於2021-22財政年度落成。最後，該屋邨於2022年5月16日起開始進行預派，較原來的計劃略遲，並於2022年8月15日開始分階段入伙。

## 屋邨資料

### 樓宇
屋邨及樓宇命名已於2021年3月首次發表，詳列如下：
| 樓宇名稱（座號） | 樓宇類型               | 落成年份  | 樓宇層數 （住宅層數） | 每層伙數 | 每座單位總數（伙） | 建築師                                       | 承建商   | 提供升降機的廠商 |
| ---------------- | ---------------------- | --------- | --------------------- | -------- | ------------------ | -------------------------------------------- | -------- | ---------------- |
| 和喜樓（第1座）  | 非標準設計大廈 （Y型） | 2022年8月 | 37（2-37樓）          | 25       | 900                | 房屋署總建築師（1）、 王歐陽（香港）有限公司 | 安保工程 | 東芝             |
| 和善樓（第2座）  | 非標準設計大廈 （Y型） | 2022年8月 | 39（2-39樓）          | 22       | 836                | 房屋署總建築師（1）、 王歐陽（香港）有限公司 | 安保工程 | 東芝             |
| 和樓（第3座）    | 非標準設計大廈 （X型） | 2022年8月 | 39（1-39樓）          | 32       | 1,248              | 房屋署總建築師（1）、 王歐陽（香港）有限公司 | 安保工程 | 東芝             |
| 和麗樓（第4座）  | 非標準設計大廈 （X型） | 2022年8月 | 39（1-39樓）          | 32       | 1,248              | 房屋署總建築師（1）、 王歐陽（香港）有限公司 | 安保工程 | 東芝             |

值得一提的是，和田邨連同沙田錦駿苑，獲選為房署「加強預製混凝土組件」計劃的先導項目，是繼葵涌邨百葵樓及合葵樓於2008年落成後，相隔12年之後再有房委會項目將預製組件的適用範圍擴大至大廈結構部份。

### 配套設施
除了休憩花園及遊樂場外，此邨亦設有若干配套設施，包括2層商場（名為和田商場，位於和喜樓基座）、長者鄰舍中心（位於和善樓地下）、長者護理中心（位於和彩樓地下）及仁濟醫院嚴徐玉珊幼稚園 （位於和麗樓地下；原址位於鄰近的寶田邨）。另外，和善樓地下亦將設有屋邨辦事處。
在屋邨籃球場及羽毛球場地下，亦設有一個半地庫停車場，提供121個私家車泊位。

## 教育及福利設施

### 幼稚園
- 仁濟醫院嚴徐玉珊幼稚園 （2000年創辦）

### 安老服務
- 東華三院羅雄焯羅王玉文伉儷長者鄰舍中心

### 補習社
- 嘉慧教育中心

### 中醫診所
- 港中醫內科及骨傷專科診所

### 社區服務部
- 仁愛堂樂活友里在和田

## 所屬選區
和田邨屬於屯門區議會的屯門北選區，由新民黨黨員蘇嘉雯與民建聯成員賴嘉汶出任該區區議員。而在2021年香港立法會選舉地區直選中，則屬於新界西北（LC8）選區。

### 區議會議席分佈
| 範圍／年度 | 2020-2023 | 2024-2027  |
| ---------- | --------- | ---------- |
| 和田邨     | 寶田選區  | 屯門北選區 |

## 圖片庫

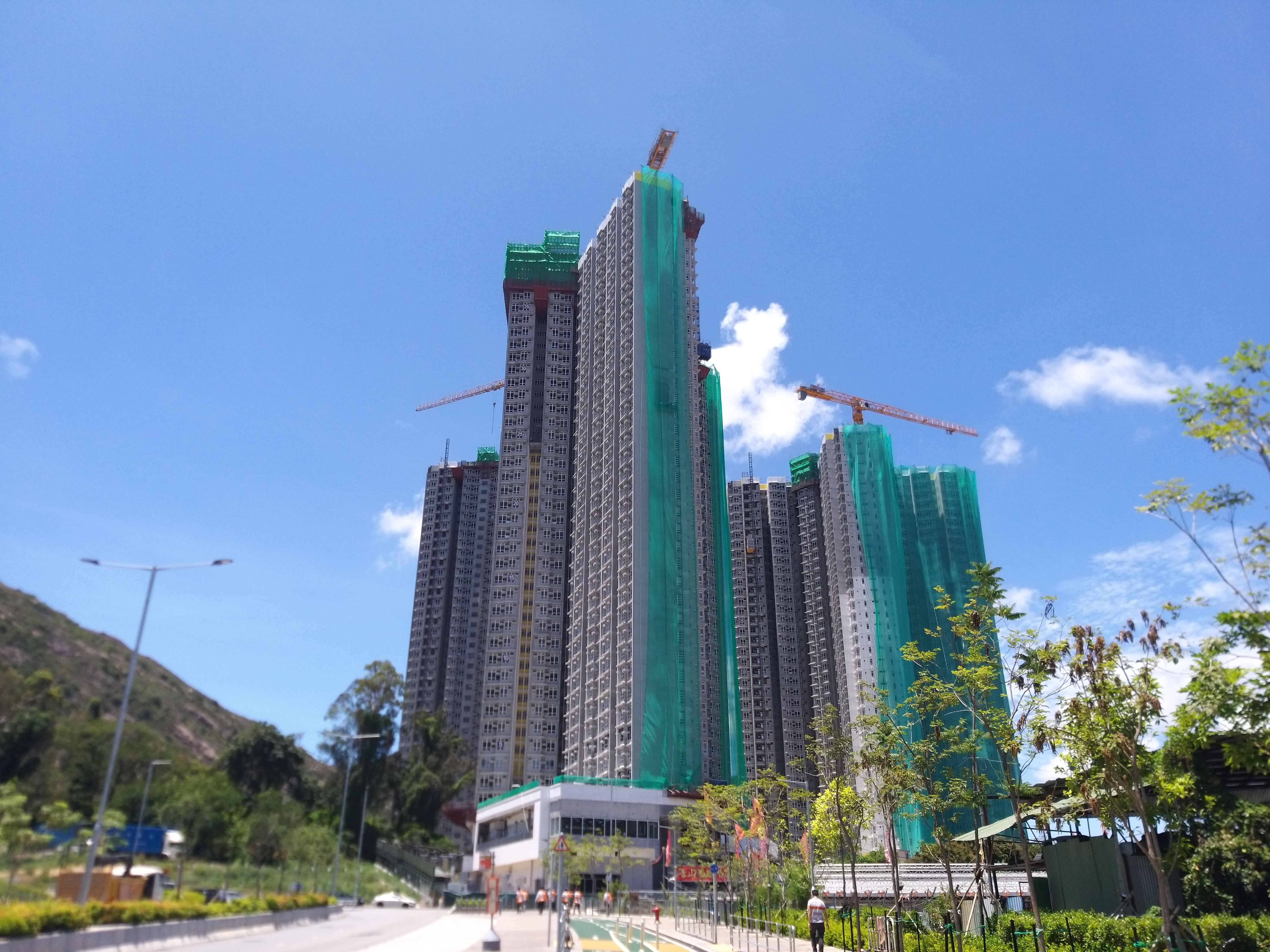
興建中之和田邨（2021年5月）
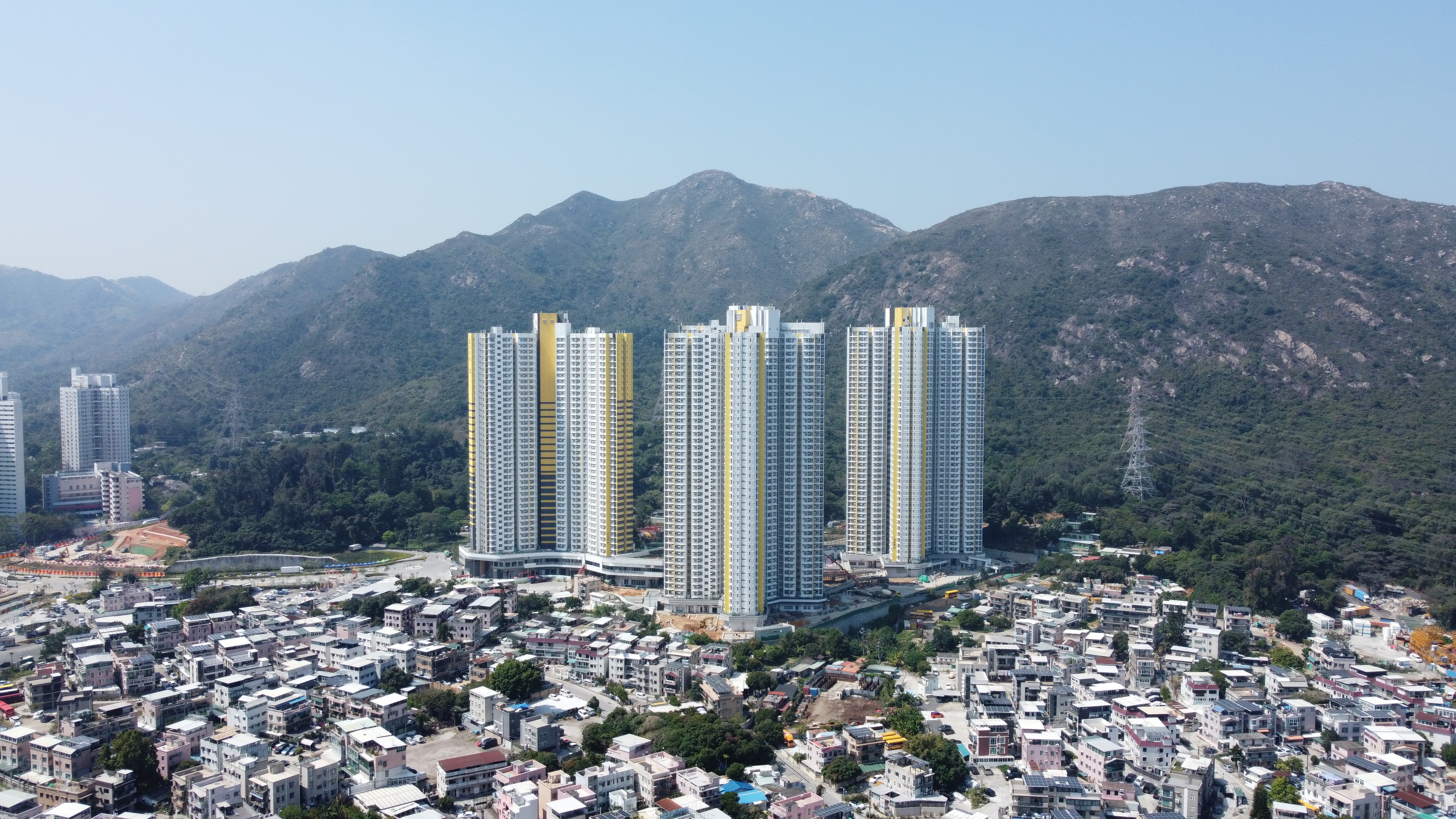
2022年2月的和田邨
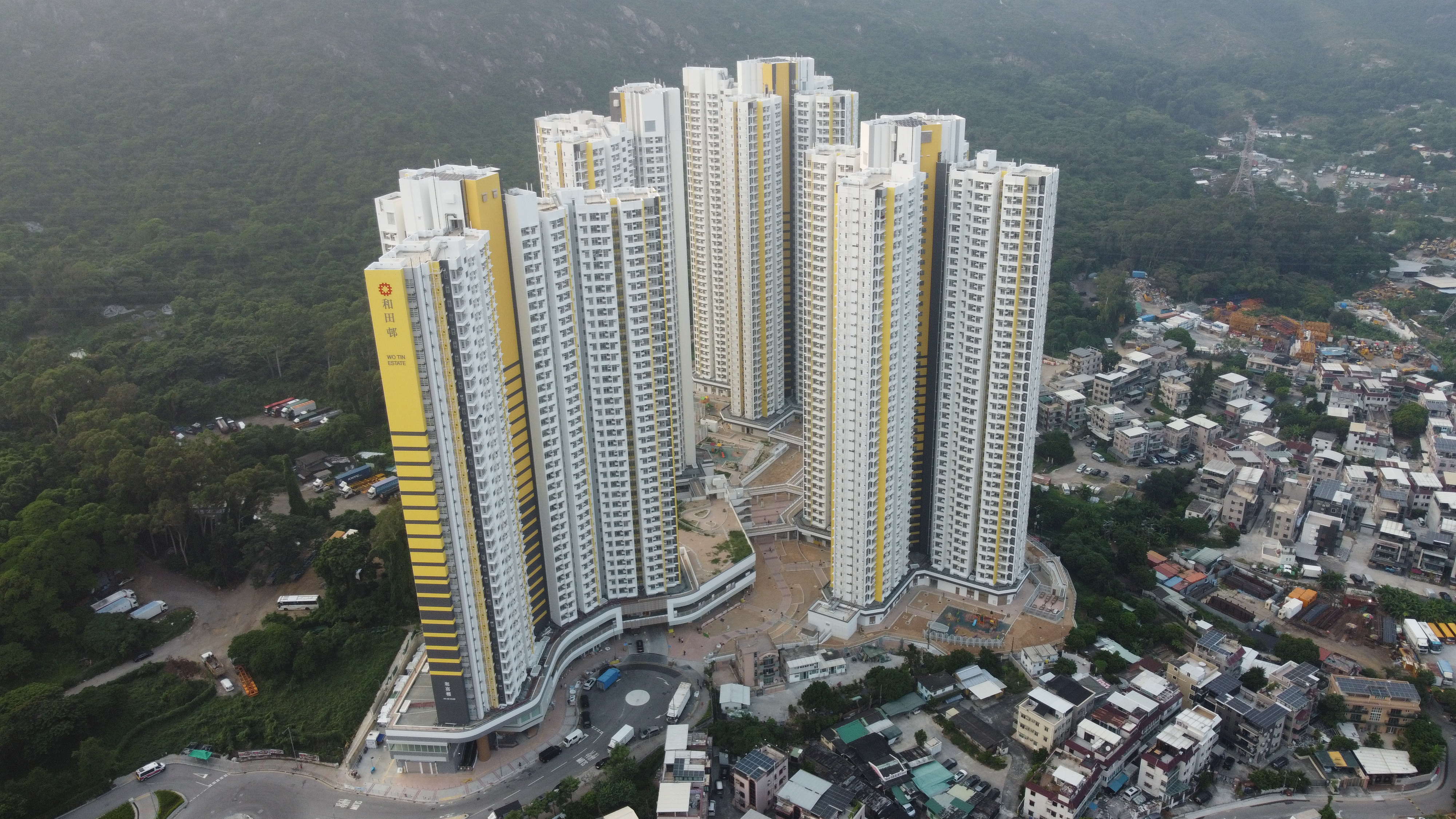
航拍角度的和田邨
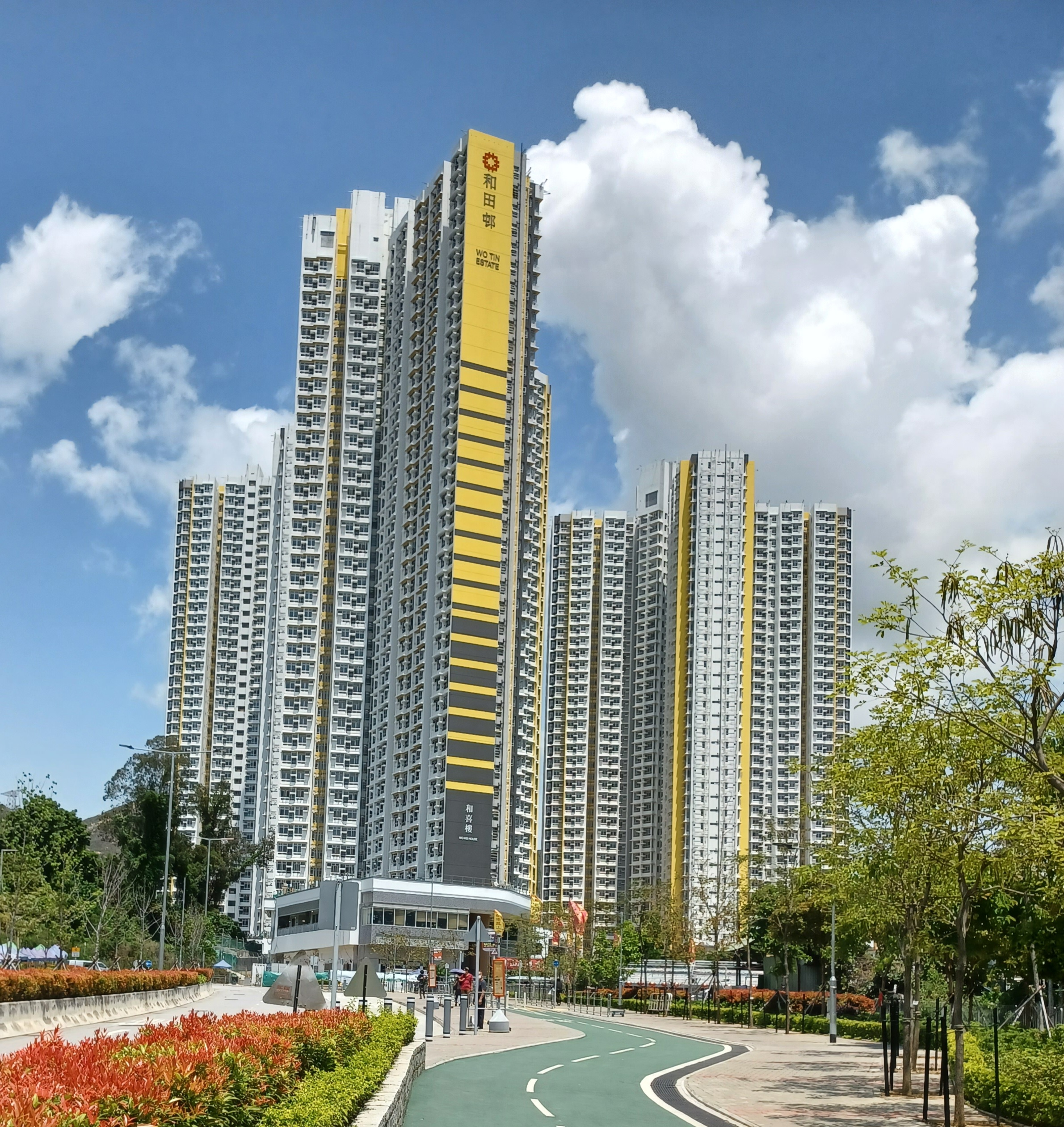
屋邨外觀
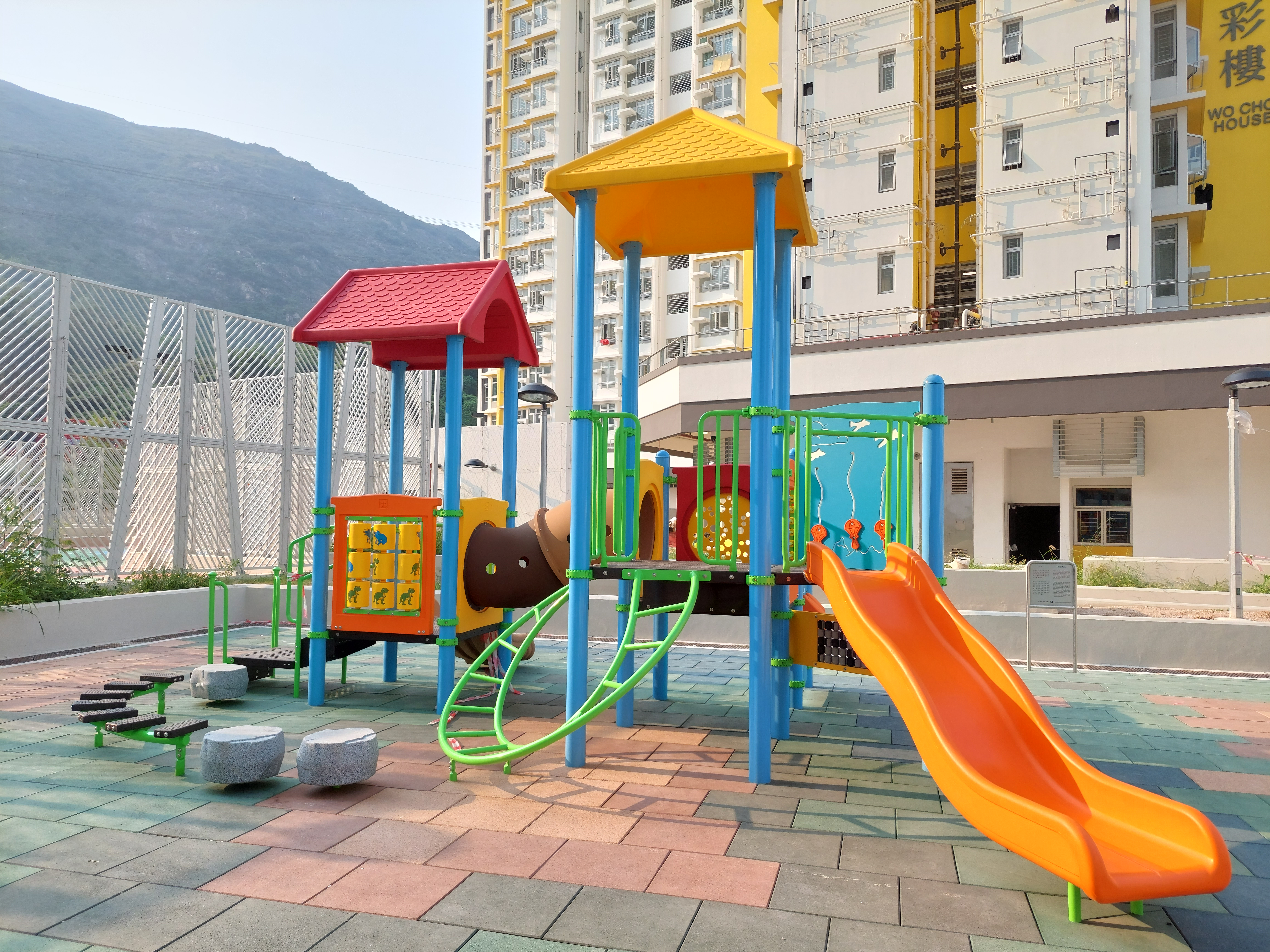
遊樂場
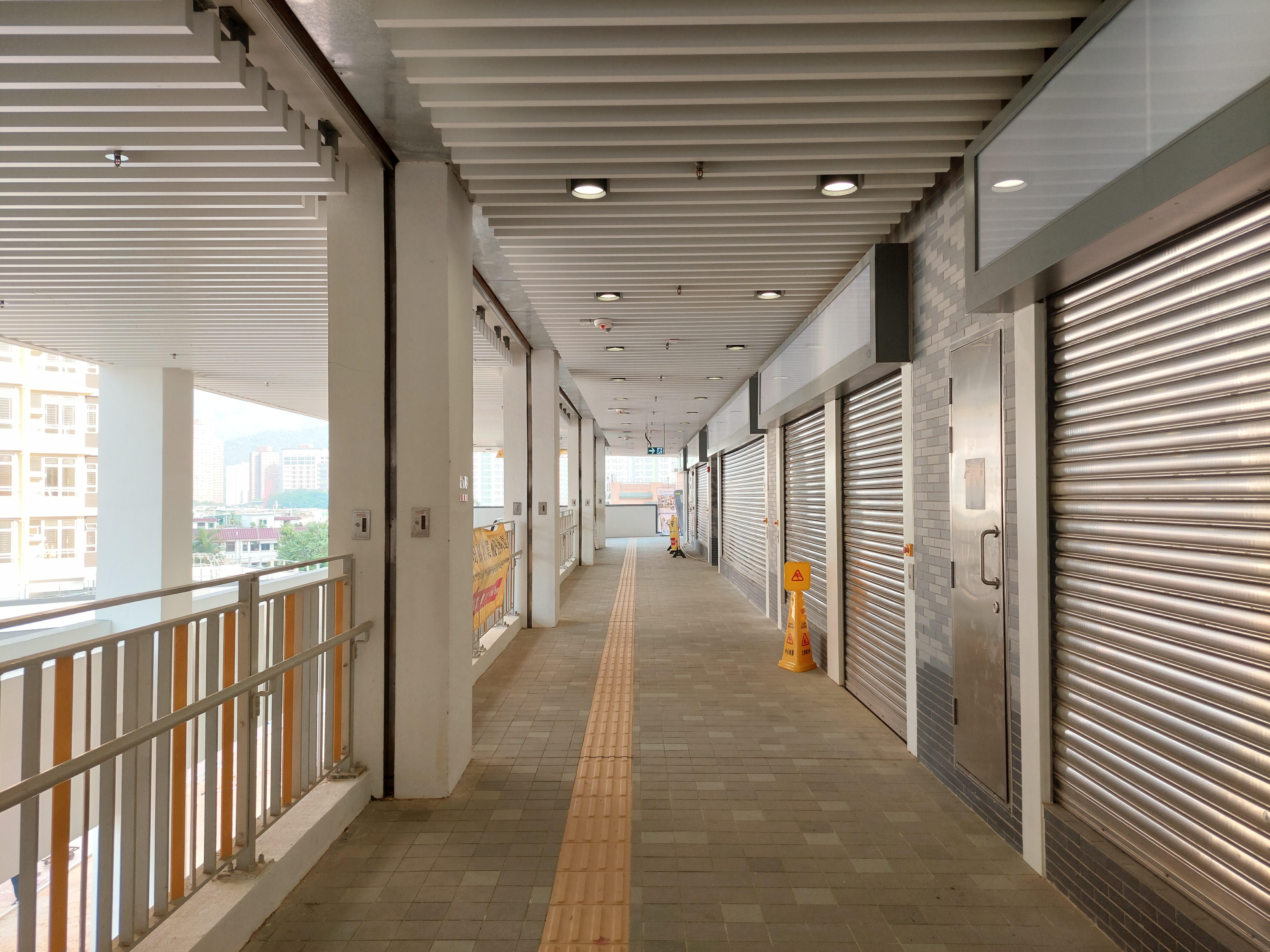
商場1樓
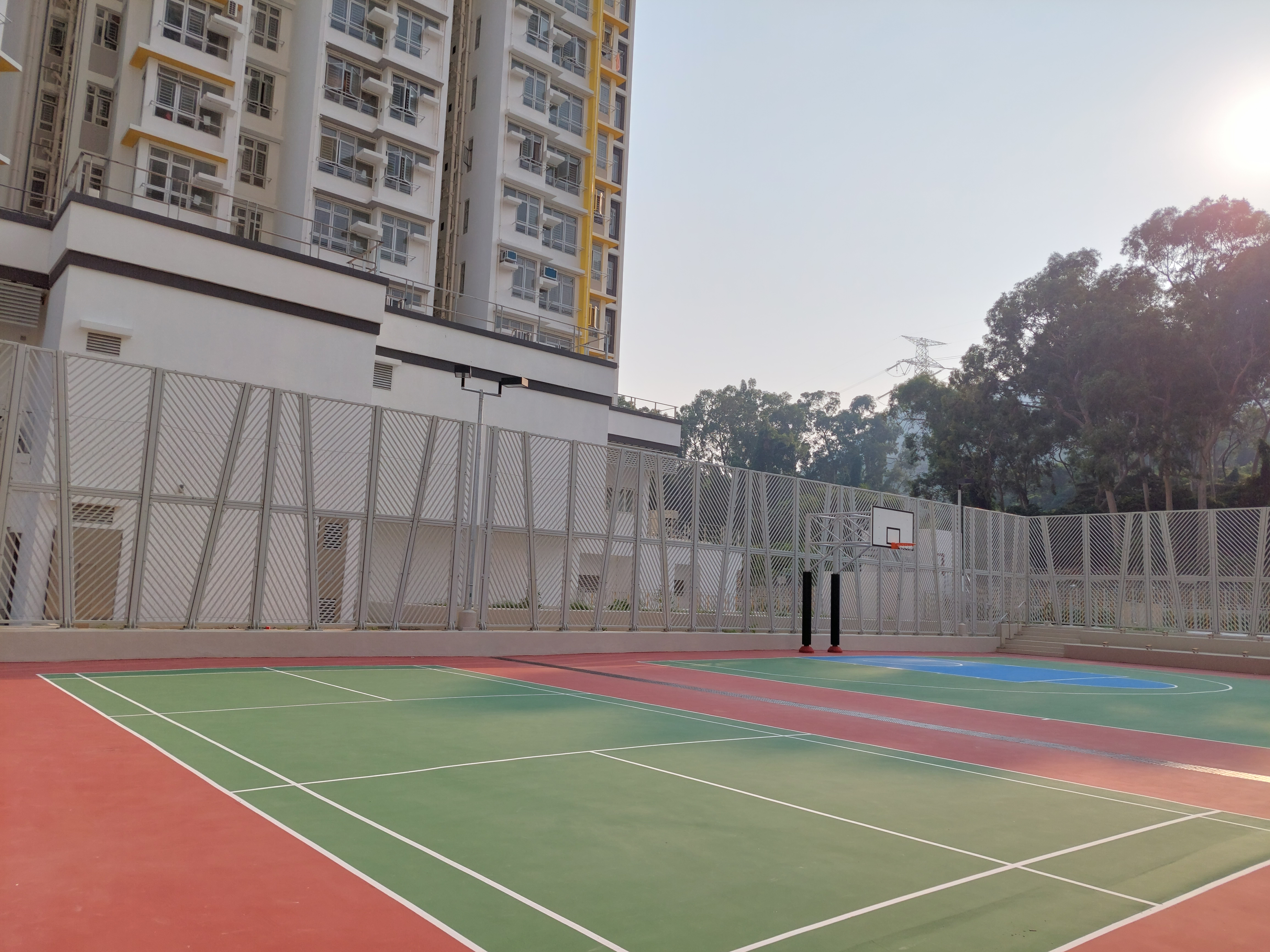
籃球及羽毛球場
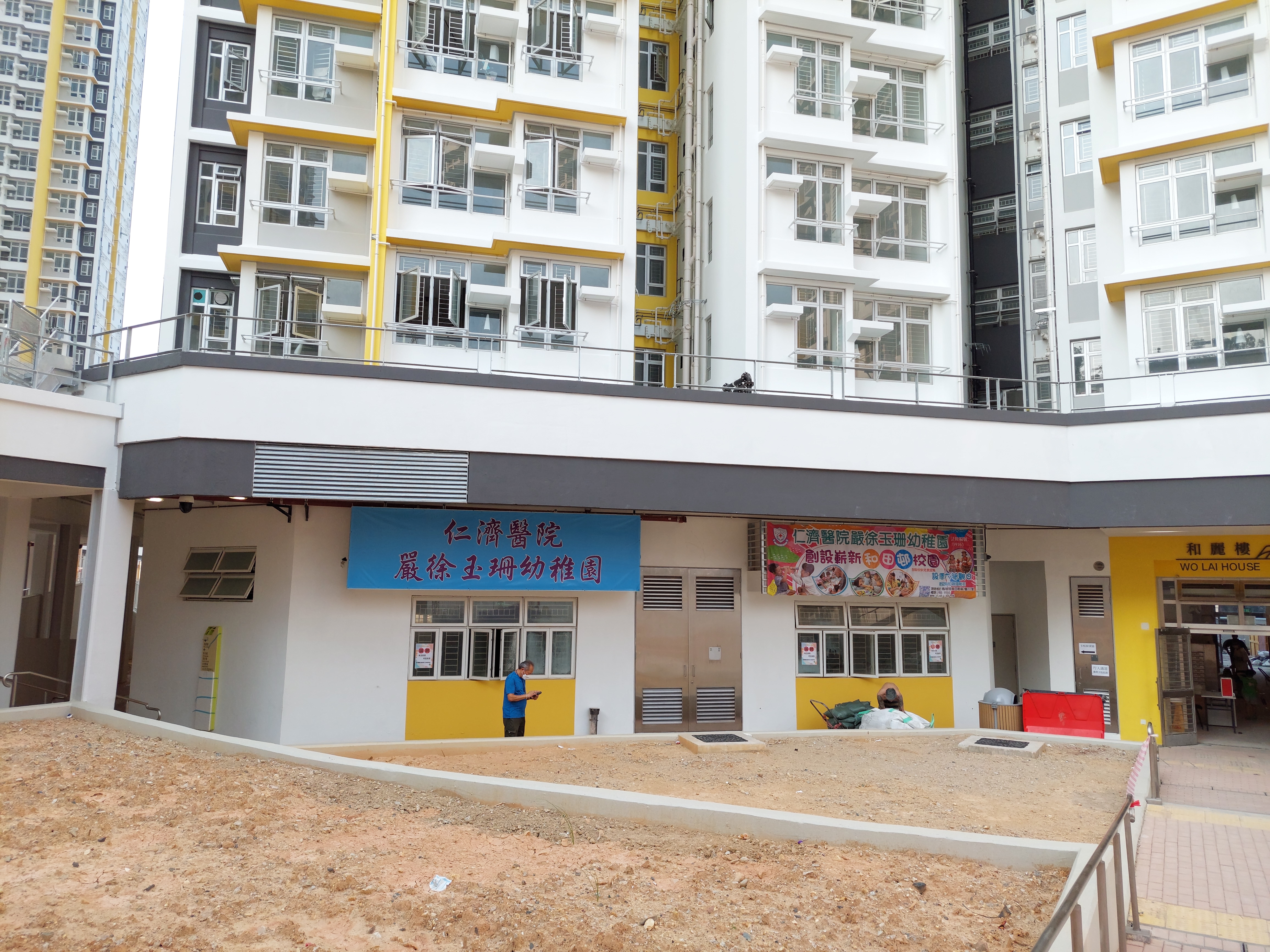
和麗樓地下幼稚園
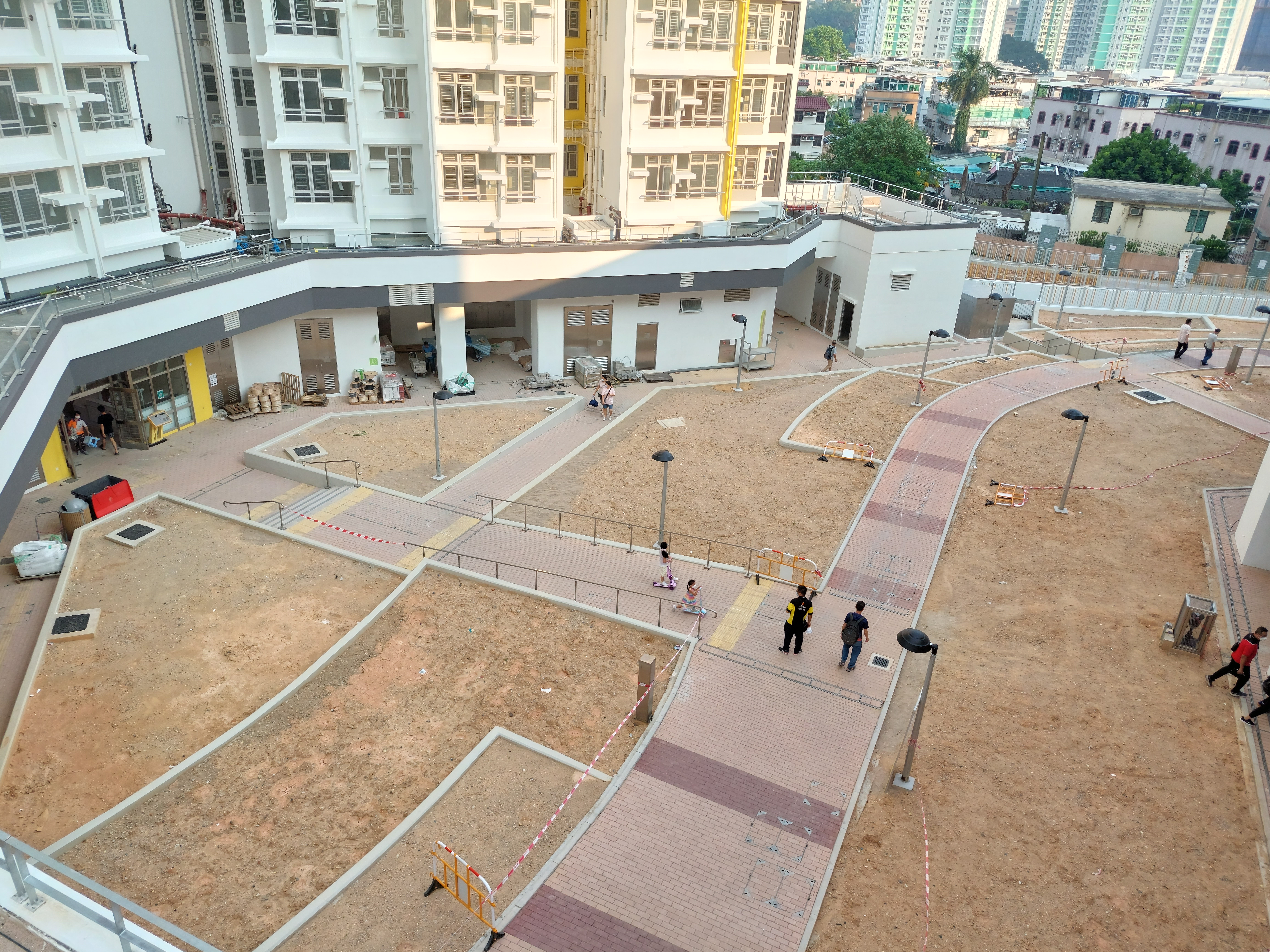
商場及和麗樓對出休憩空間，尚未進行綠化
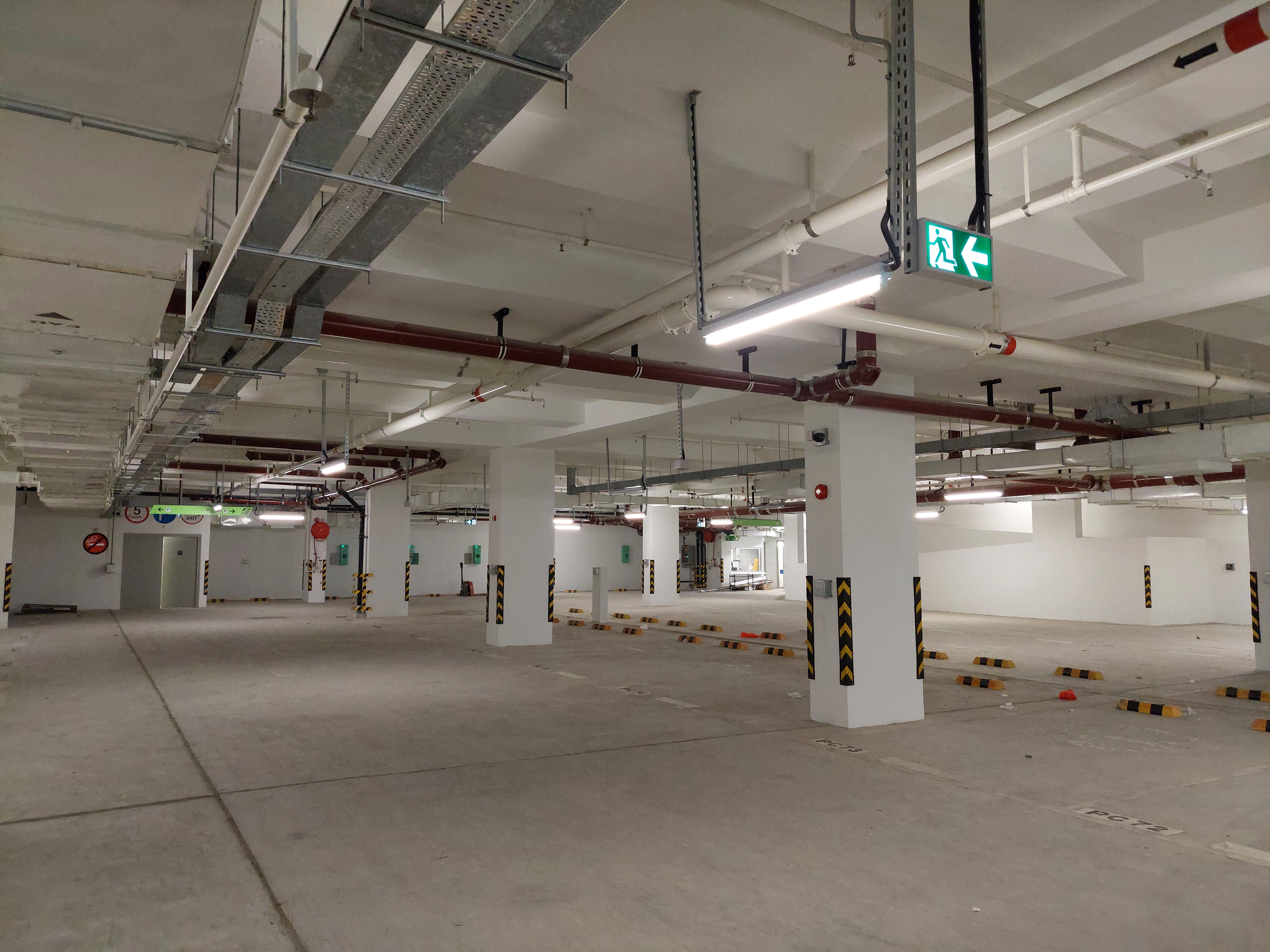
停車場內部，部分車位設有充電樁
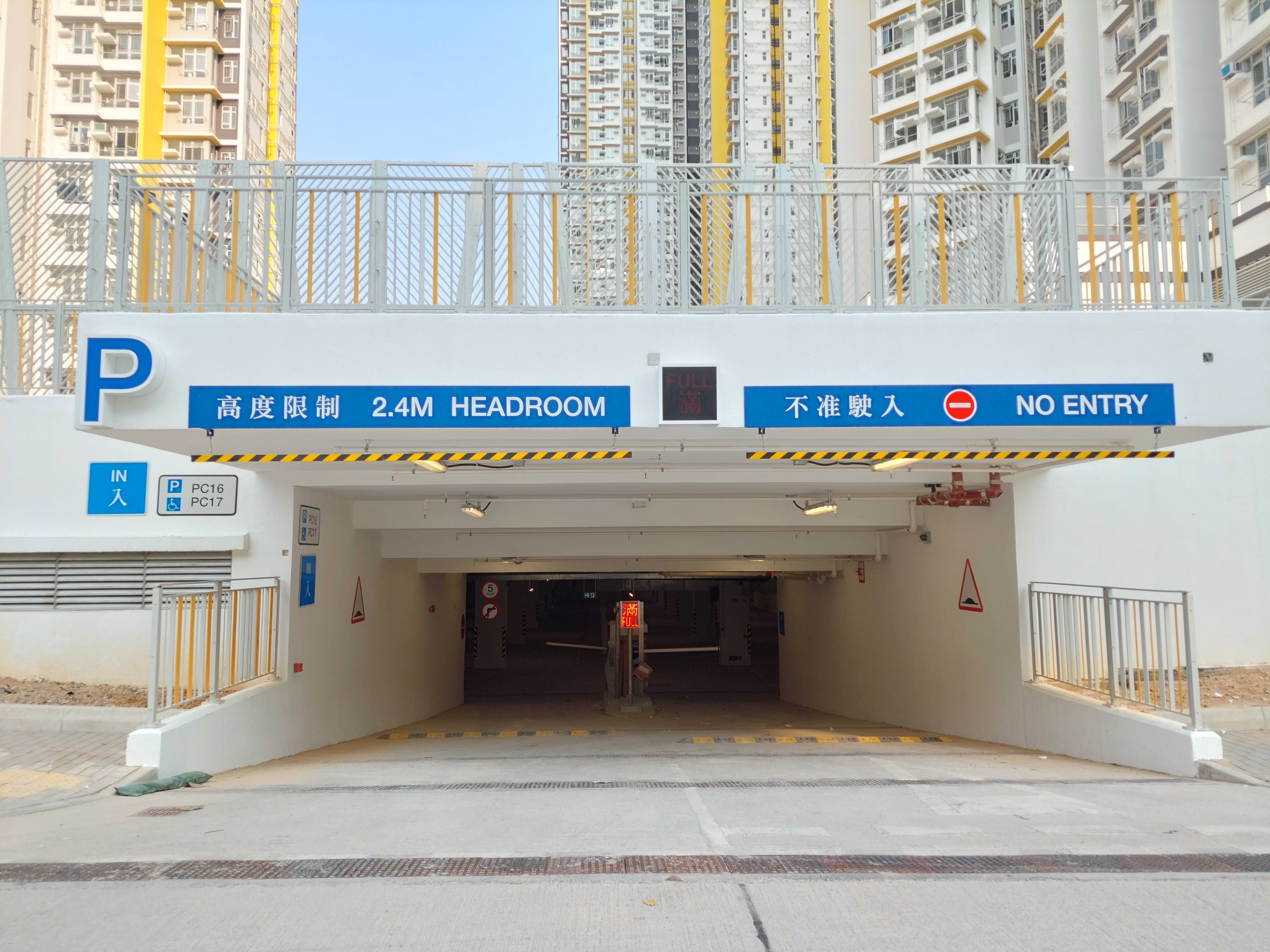
停車場出入口
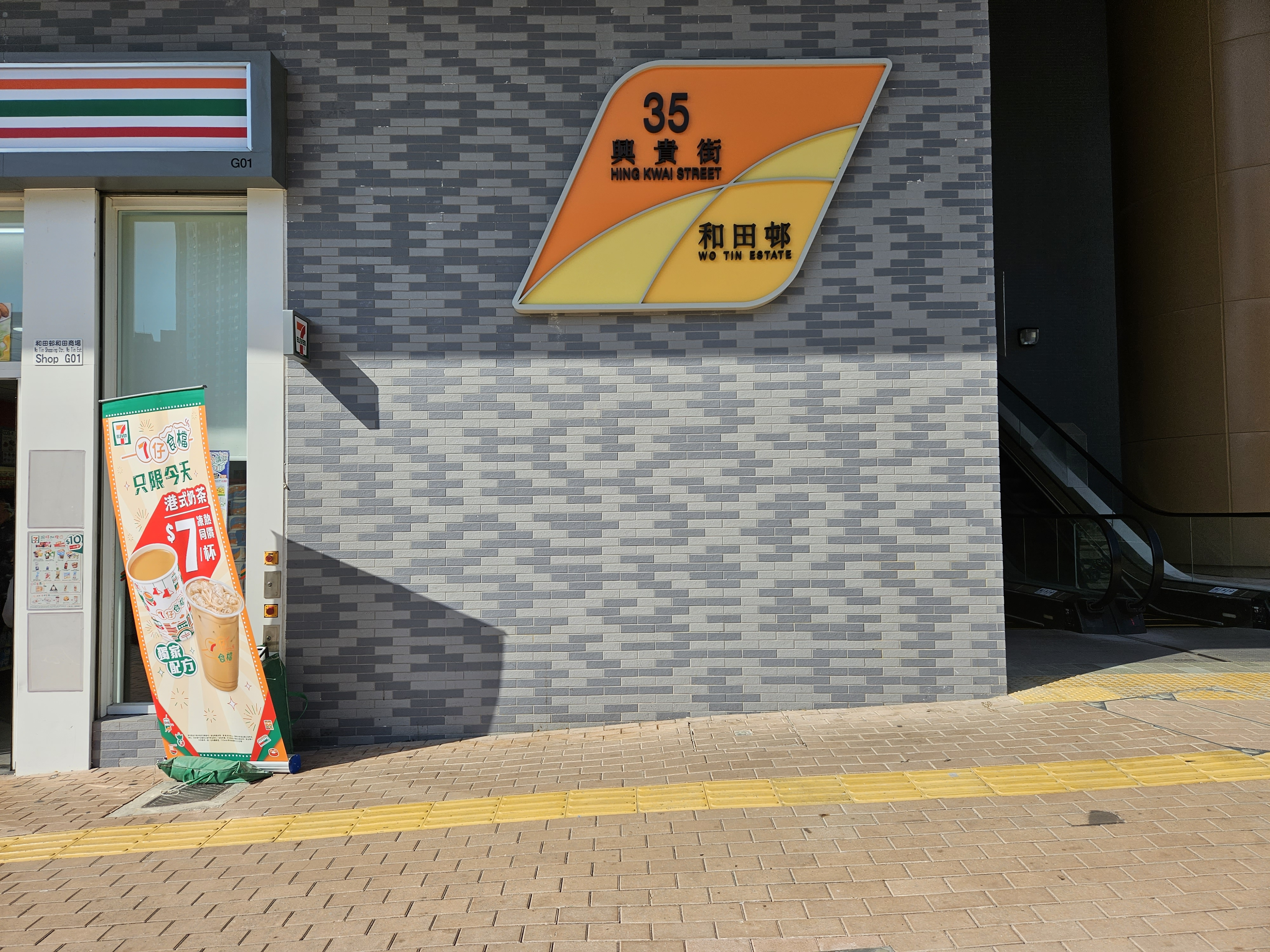
和田邨門牌號碼
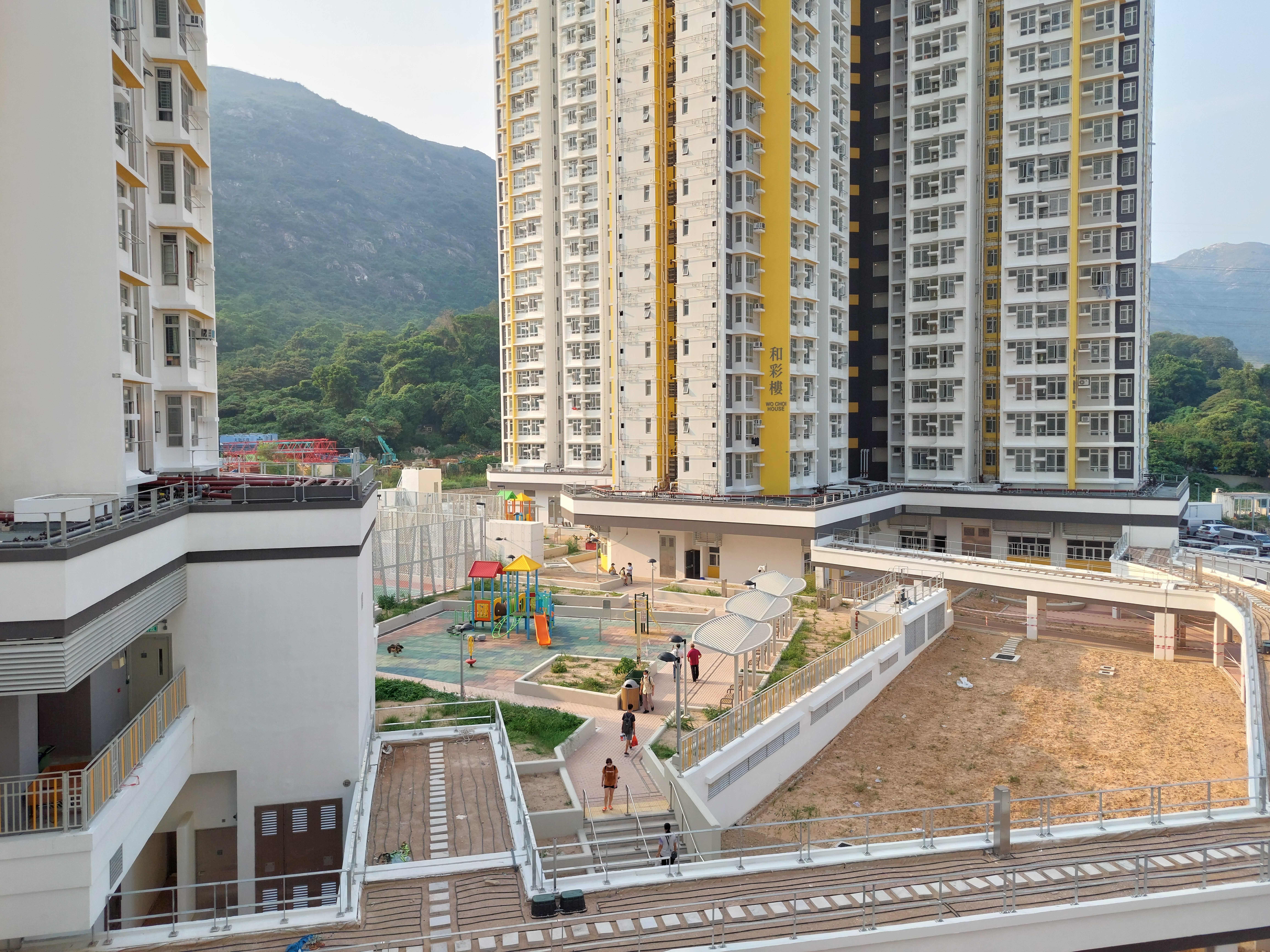
屋邨一角
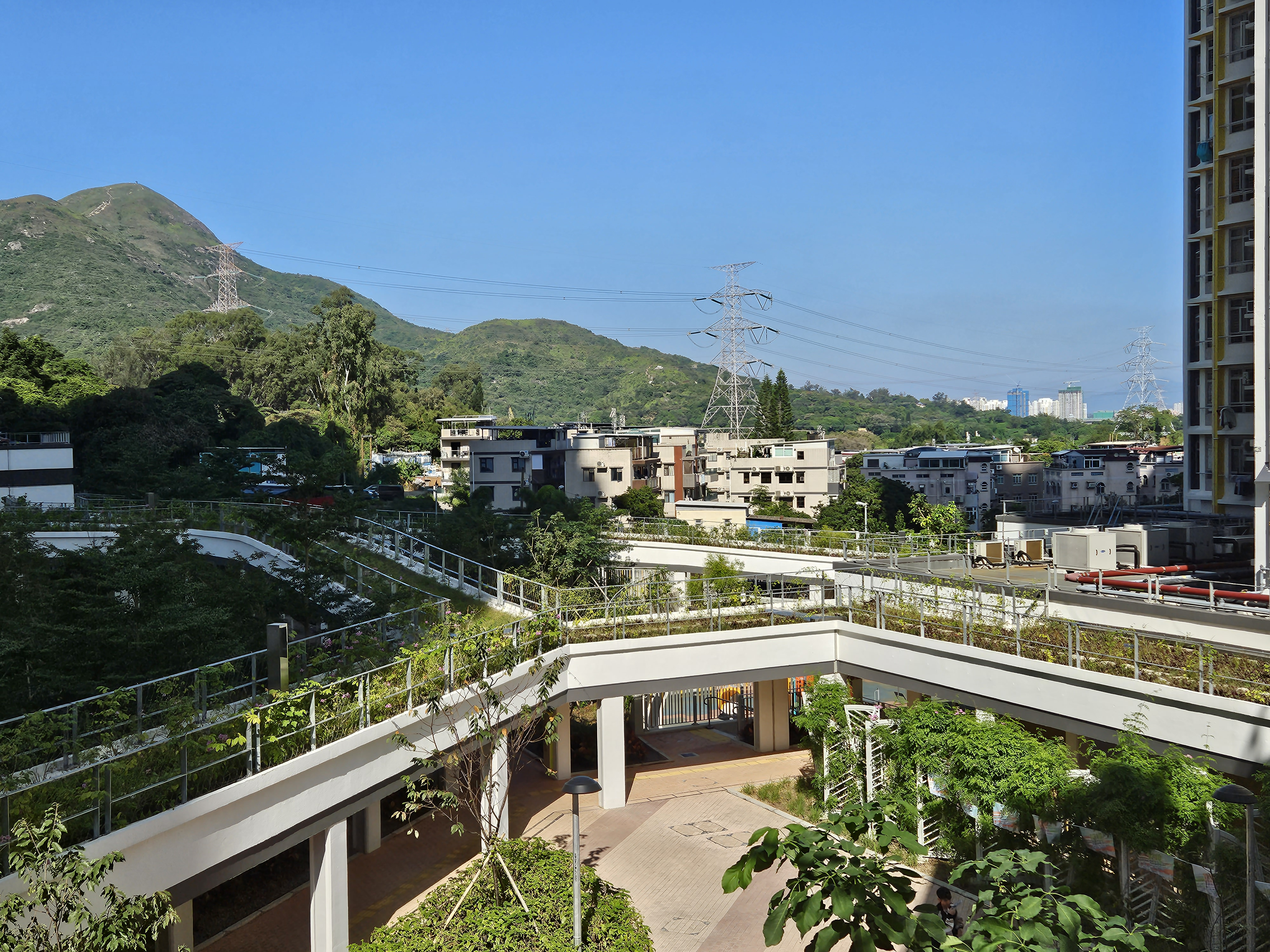
休憩花園
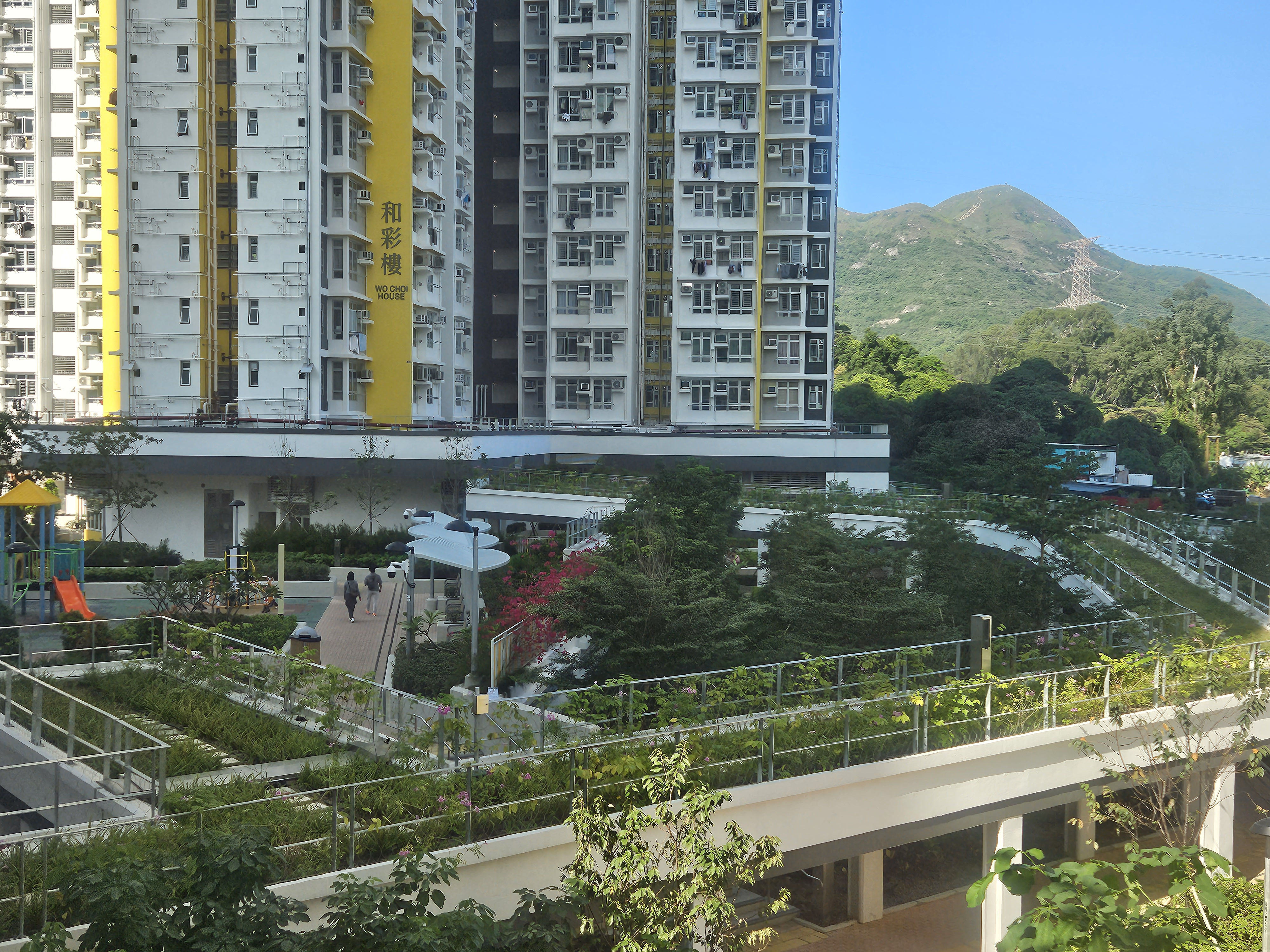
屋邨綠化空間
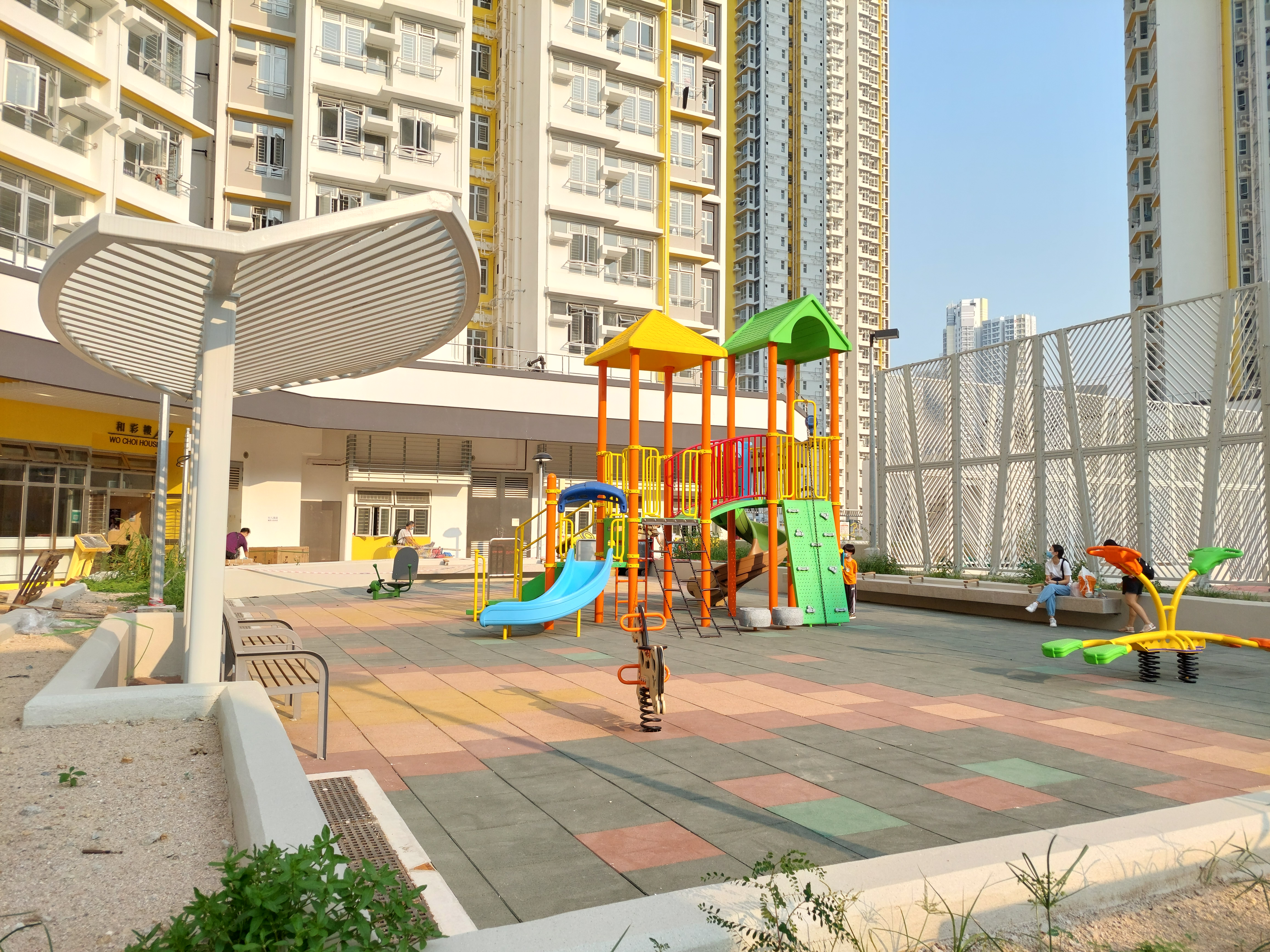
兒童遊樂區
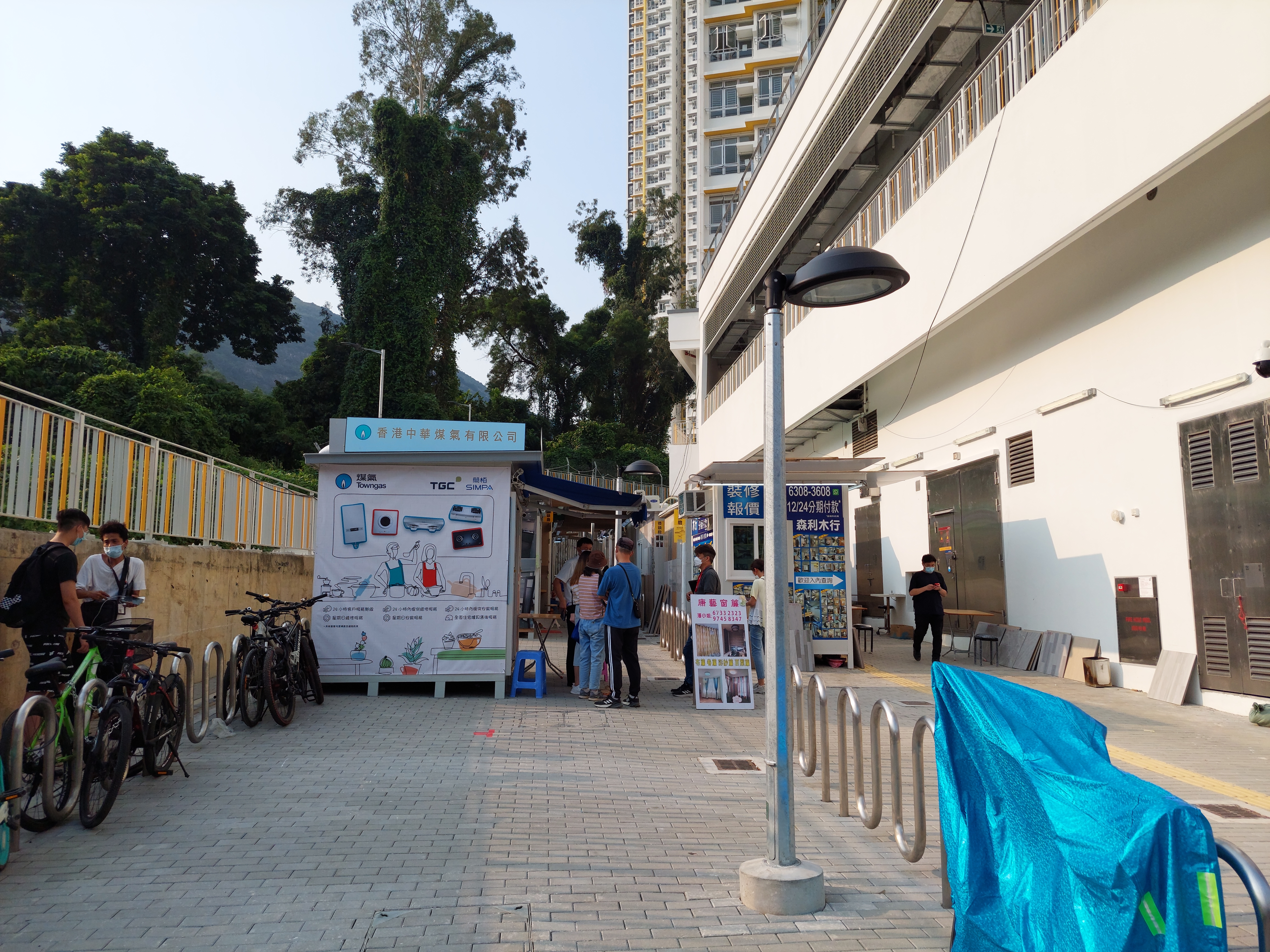
臨時承辦商攤位、單車車位
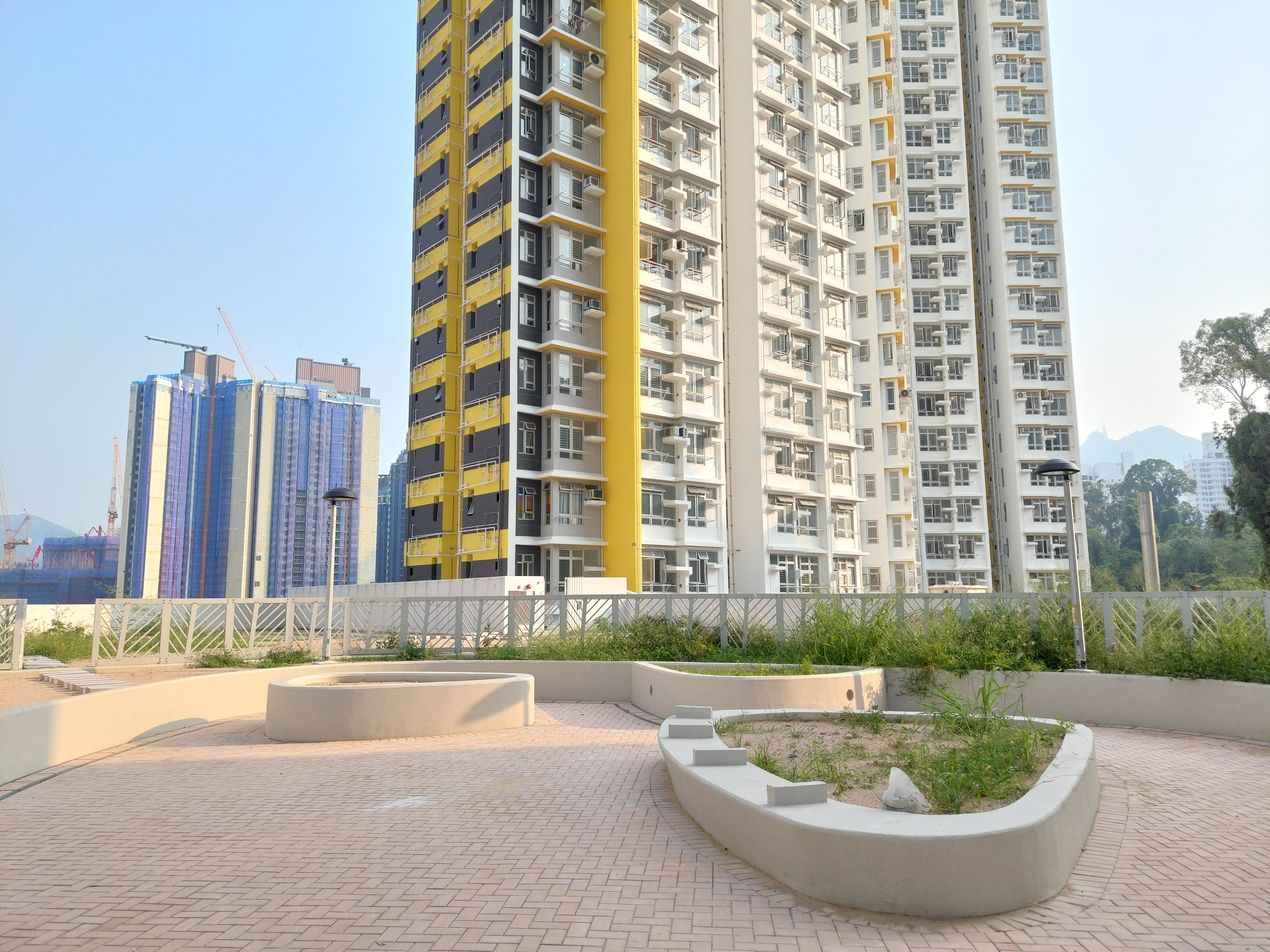
商場天台空中花園
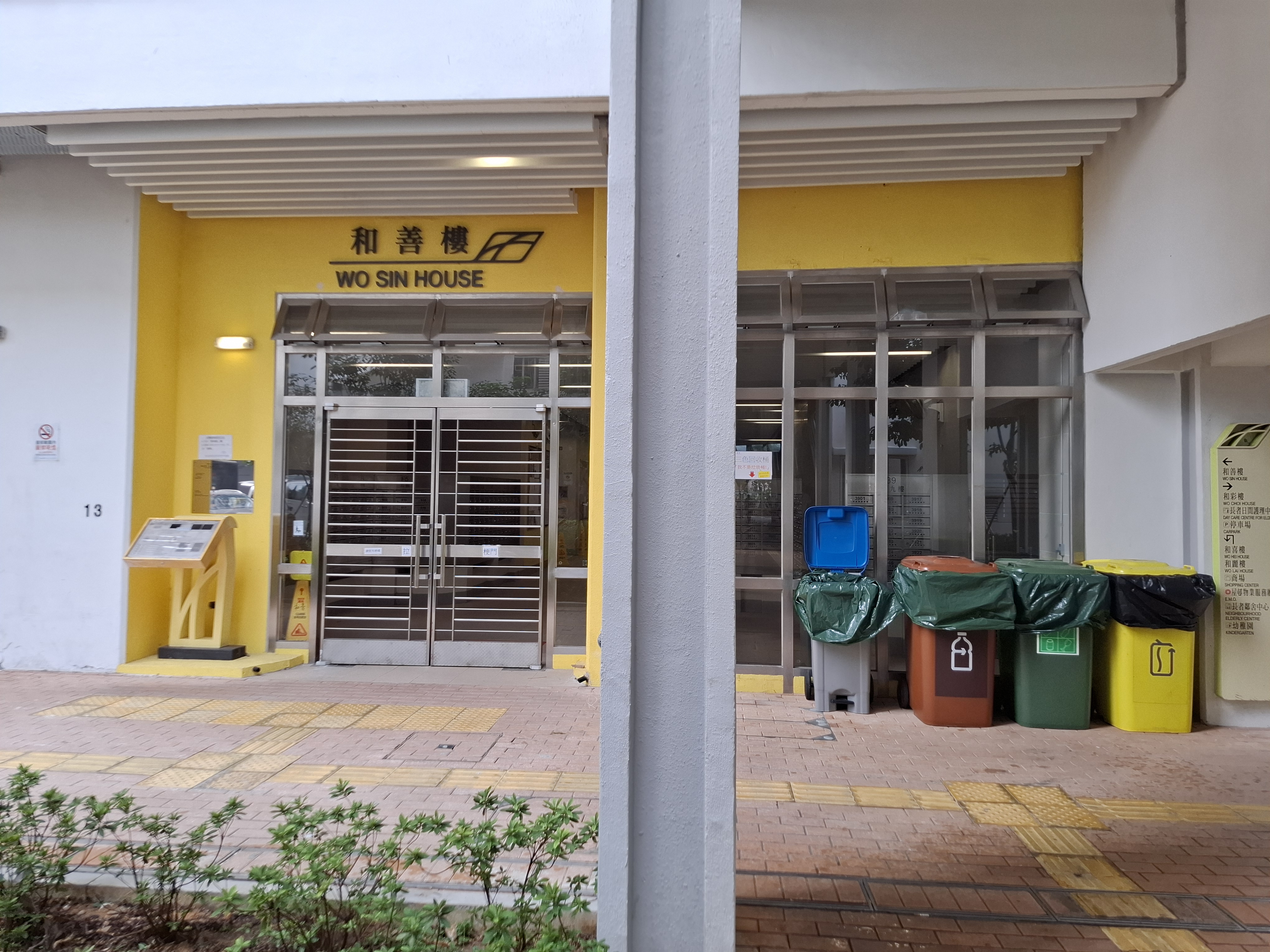
和善樓入口
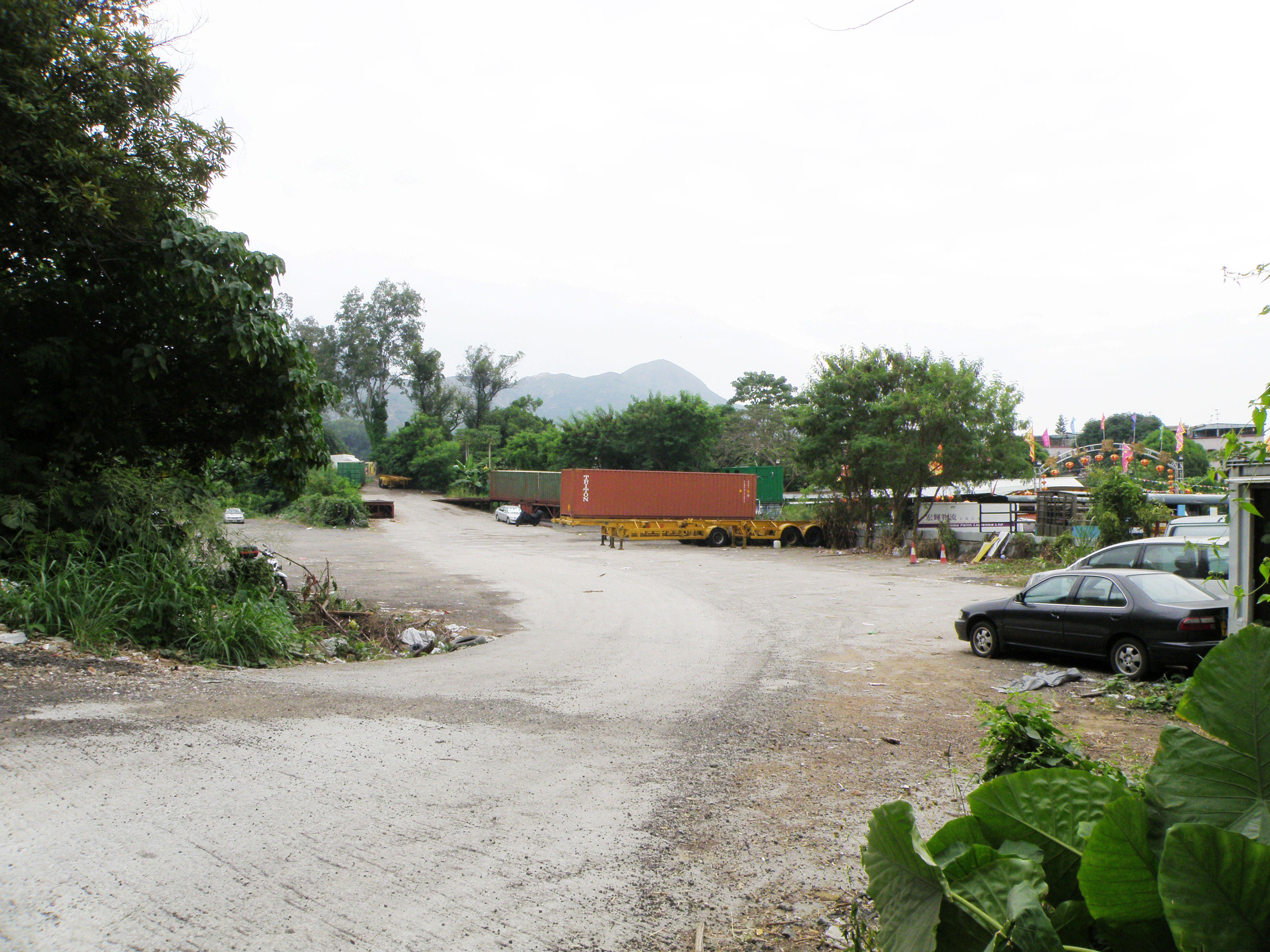
興建前為臨時貨櫃場及村屋，2015年11月
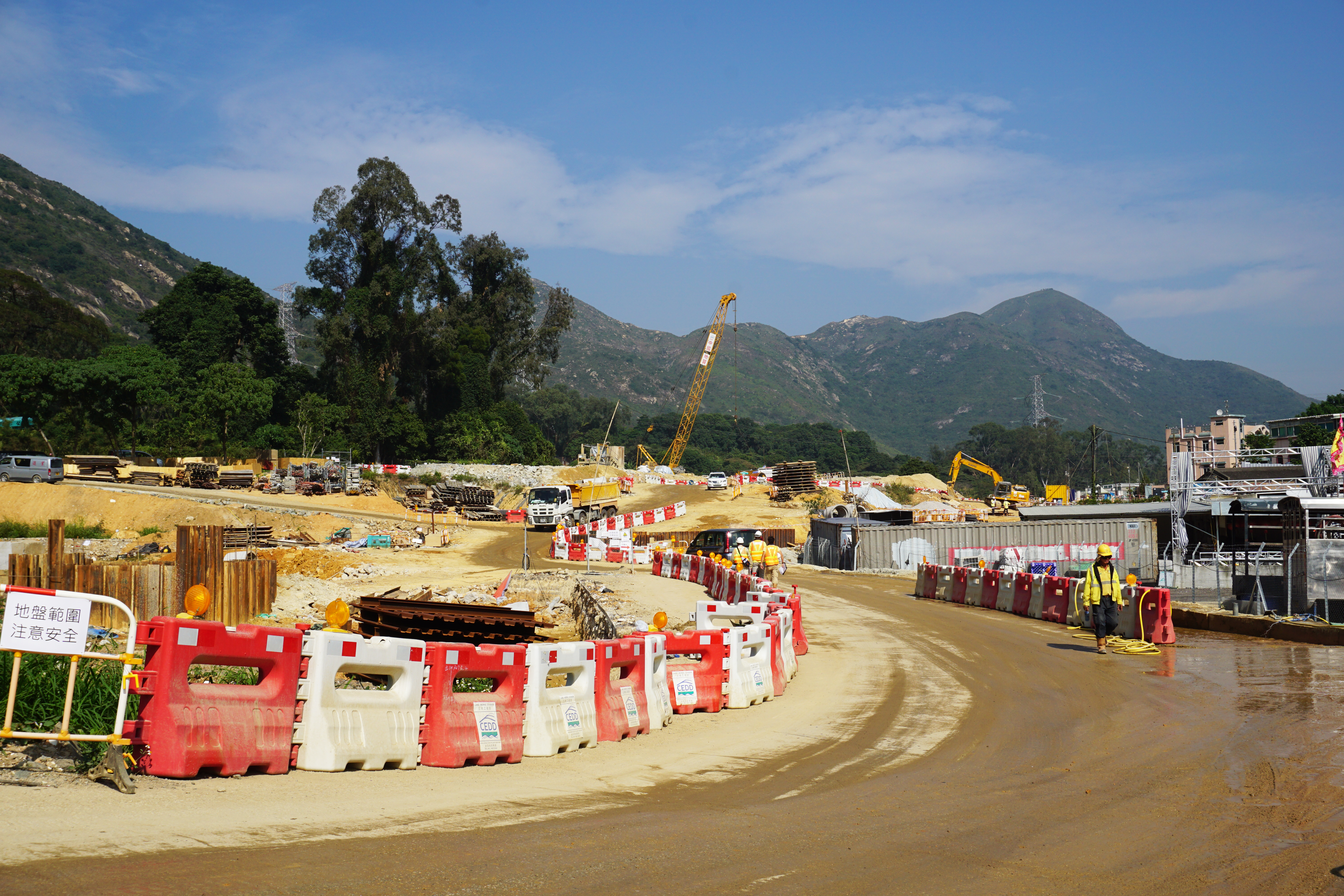
正進行平整及地基工程，2016年12月
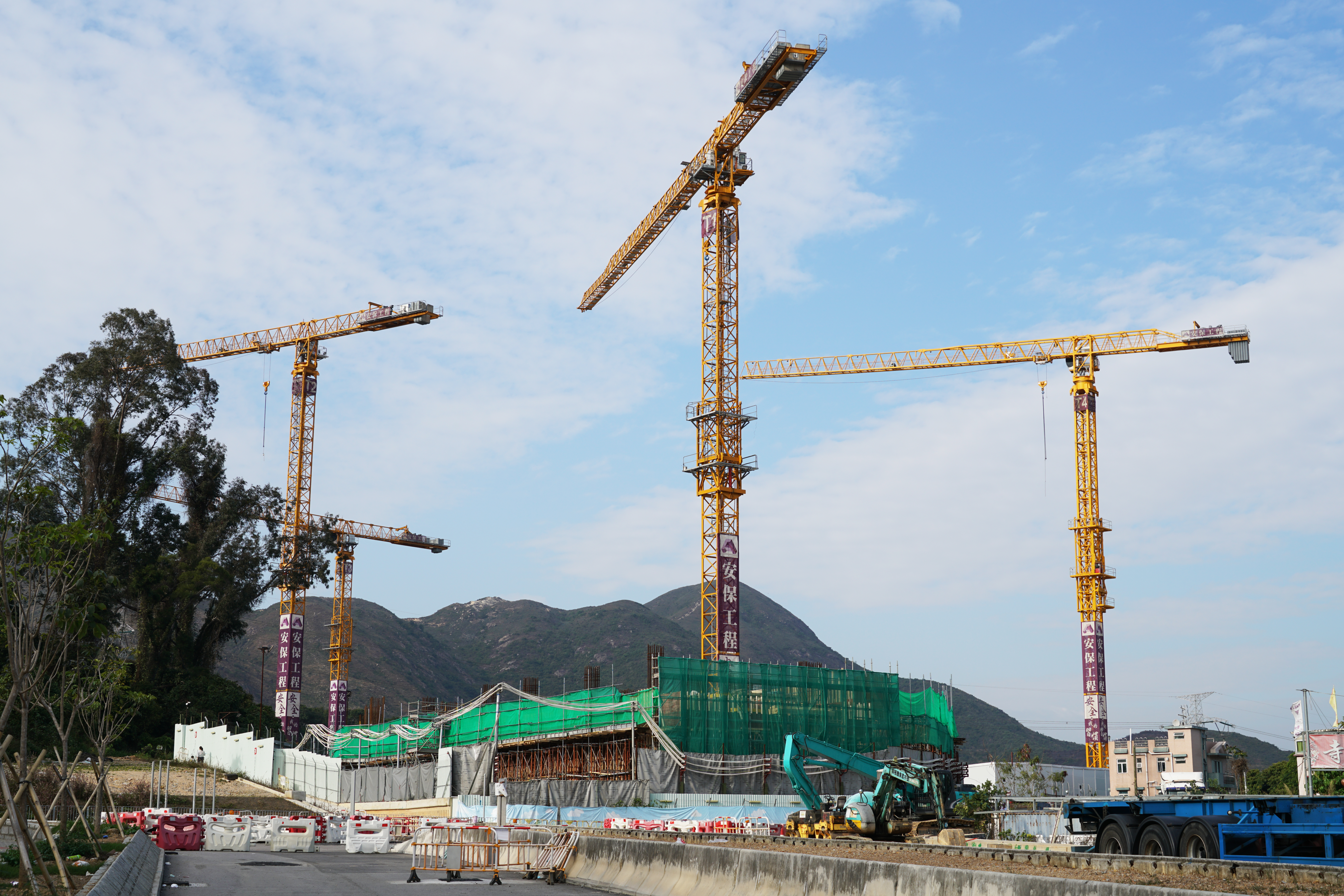
正在興建首層，2020年2月
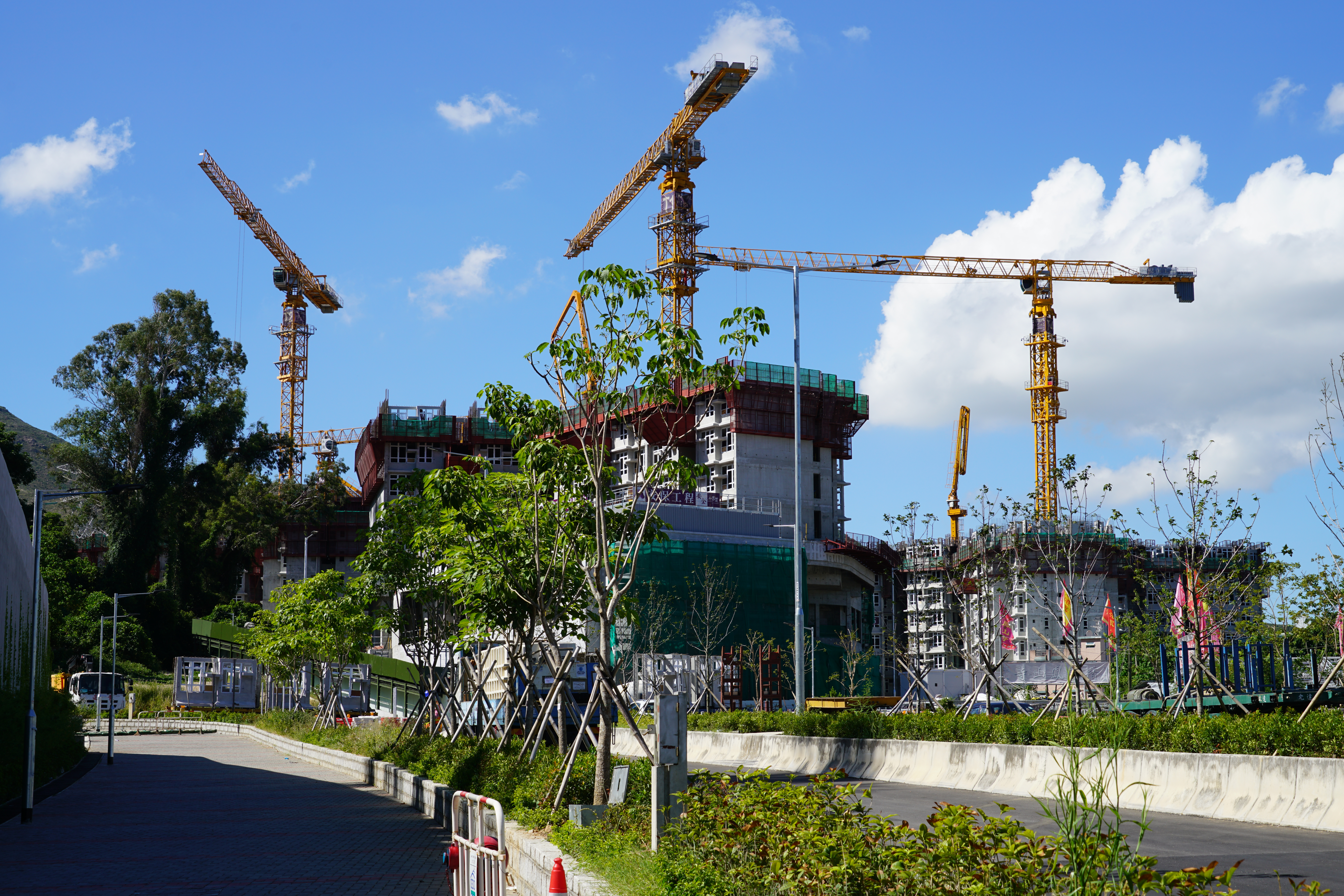
興建中，2020年7月
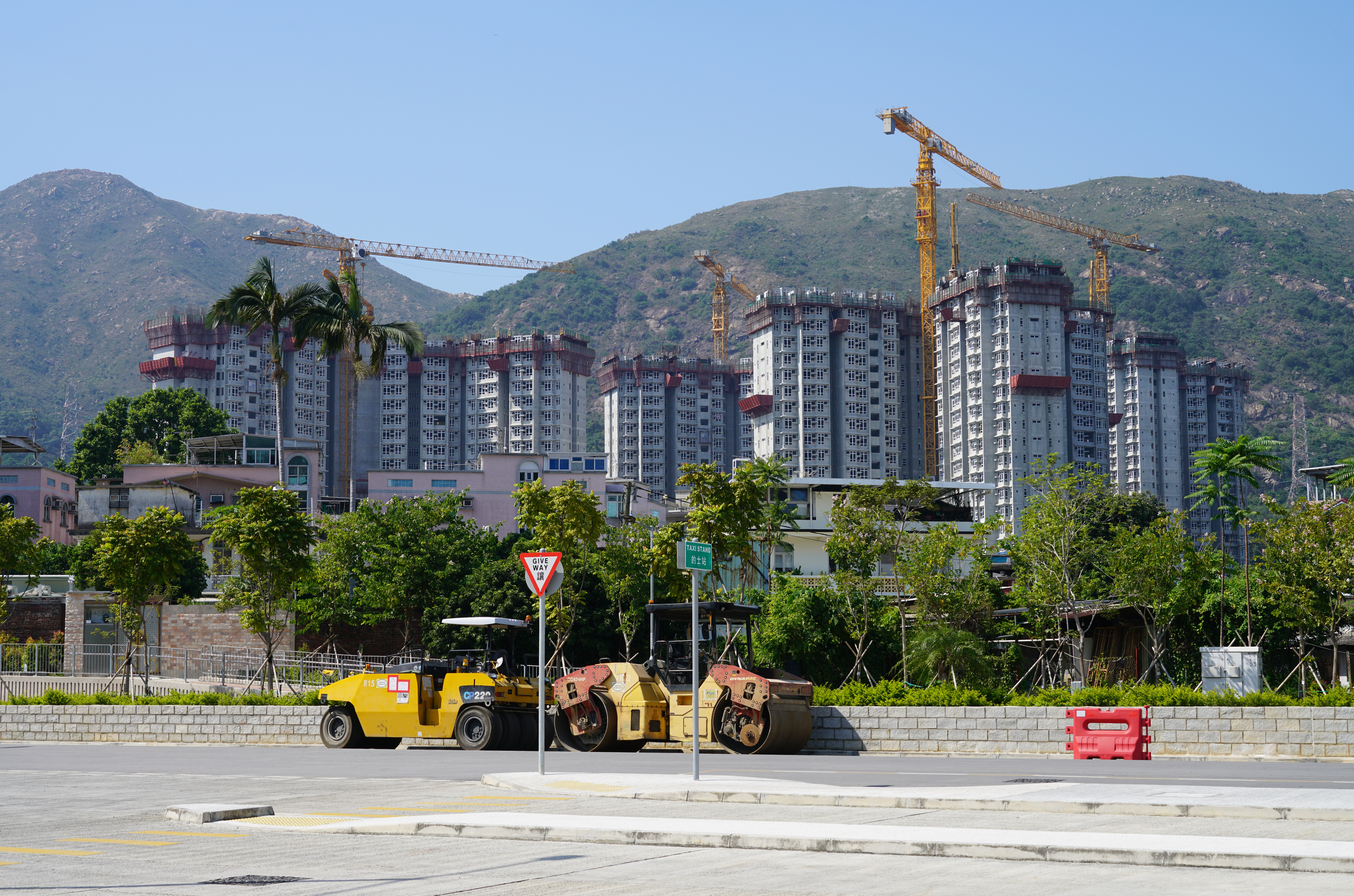
興建中之和田邨，2020年10月
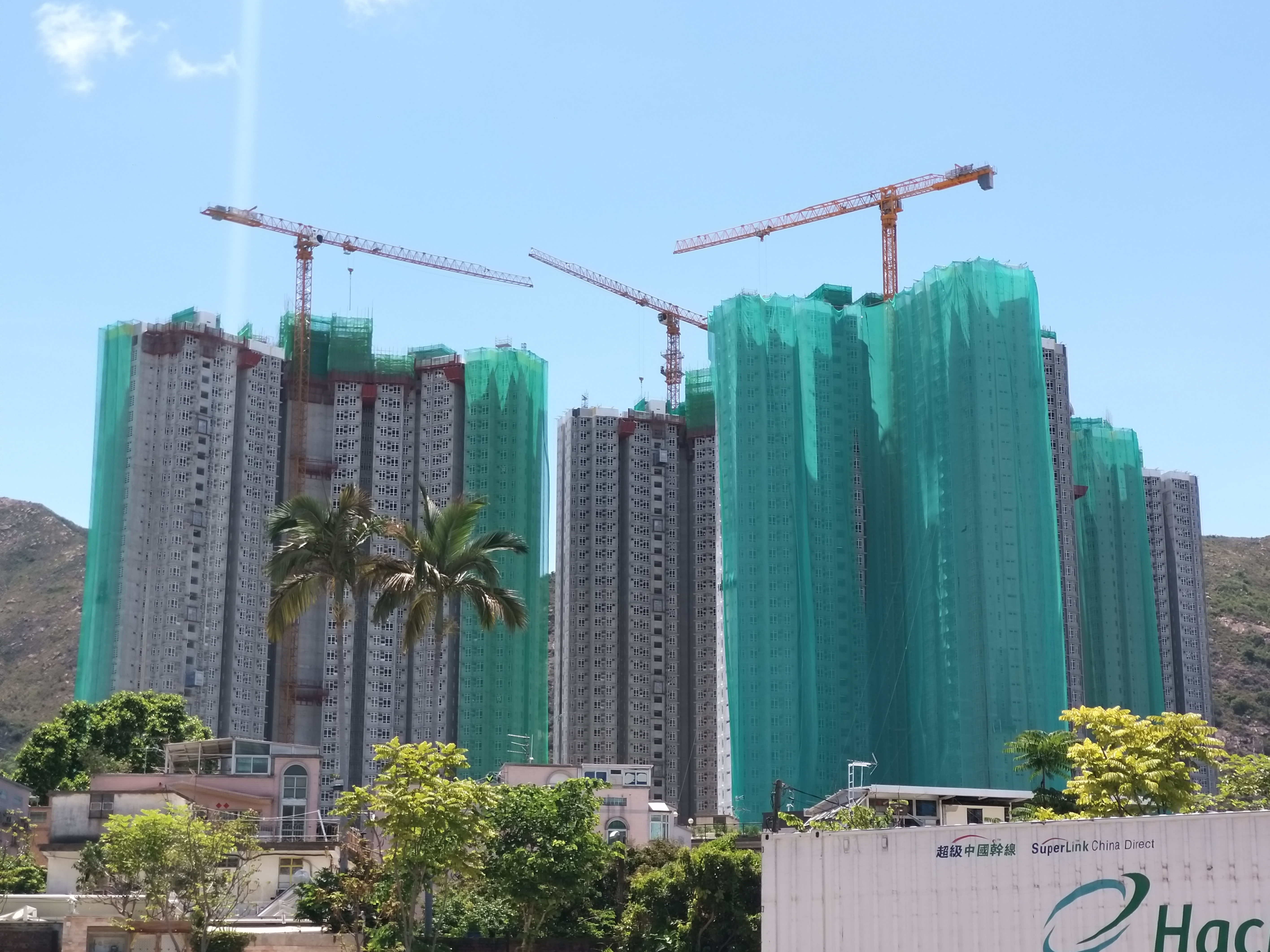
2021年5月
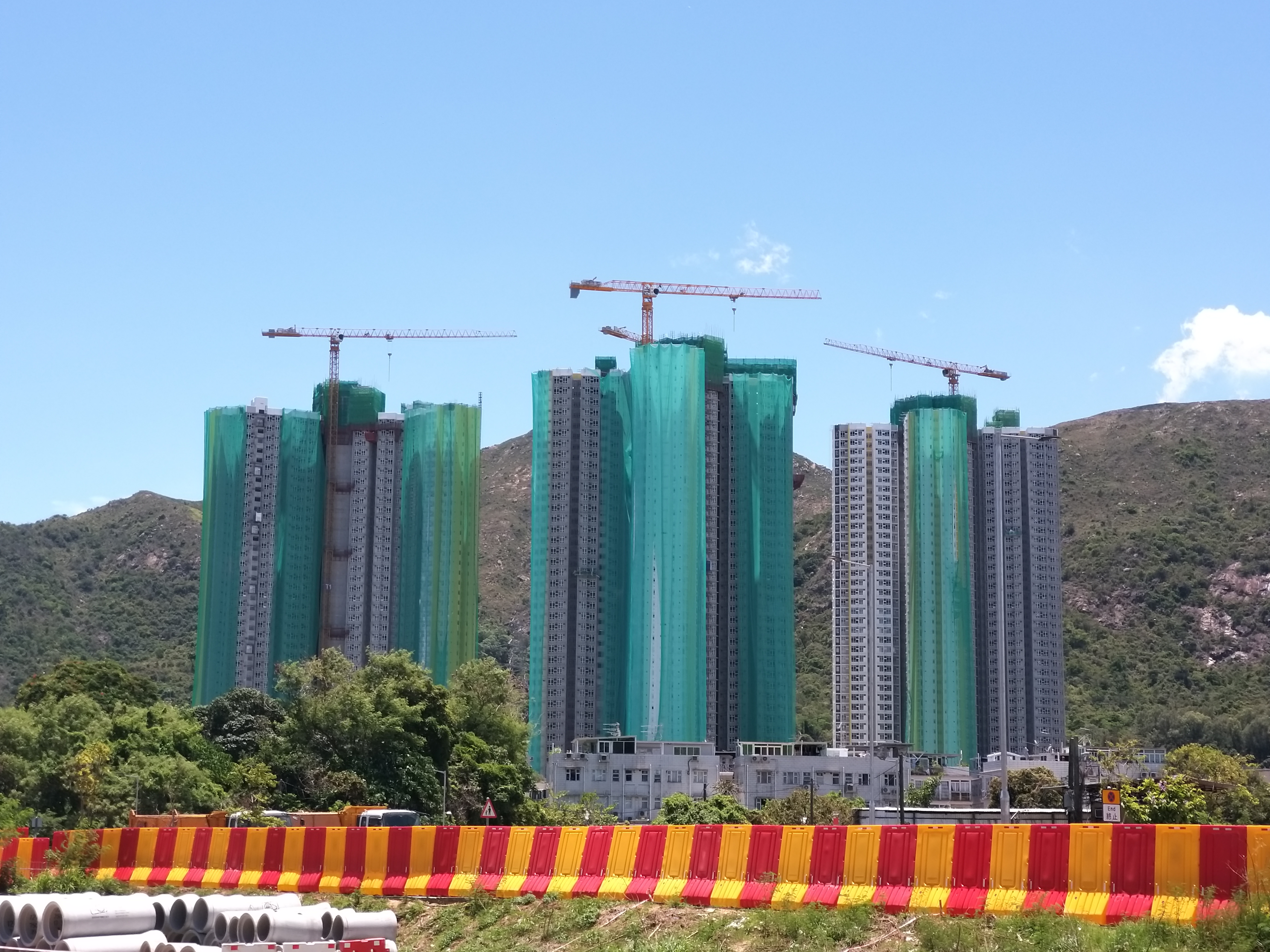
正在平頂，2021年7月
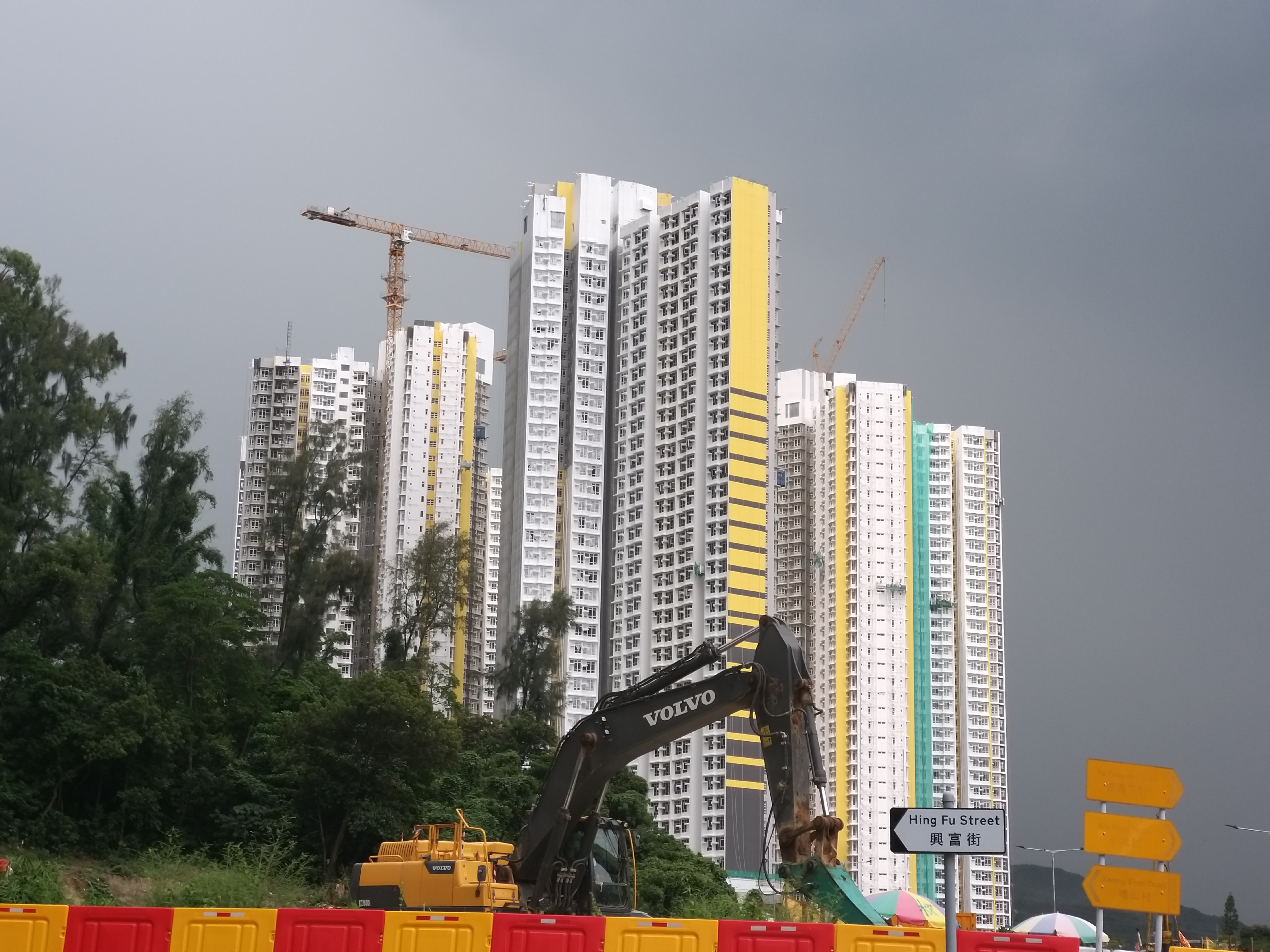
2021年9月
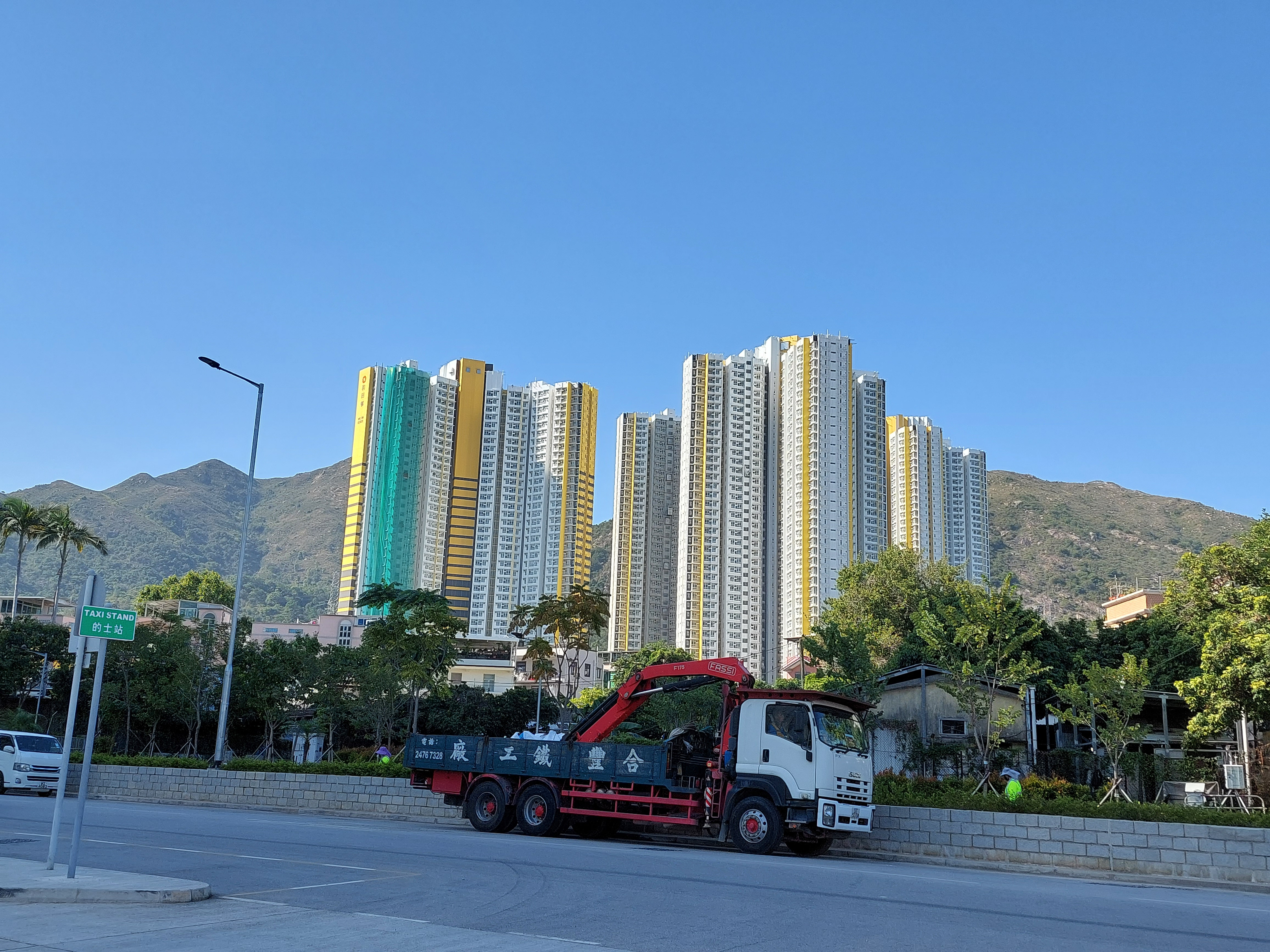
2021年12月

## 鄰近地方
- 菁田邨
- NOVO LAND
- 寶田邨
- 麒麟圍
- 紫田村

## 外部連結
- 土木工程拓展署-屯門54區總平面圖 - 工程階段（页面存档备份，存于）
- 屯門打造公營屋集中地（页面存档备份，存于）
- 屯門五幅地建公營房屋　提供1萬單位　料2023至26年分階段落成（页面存档备份，存于）